# Naciąg perkusyjny

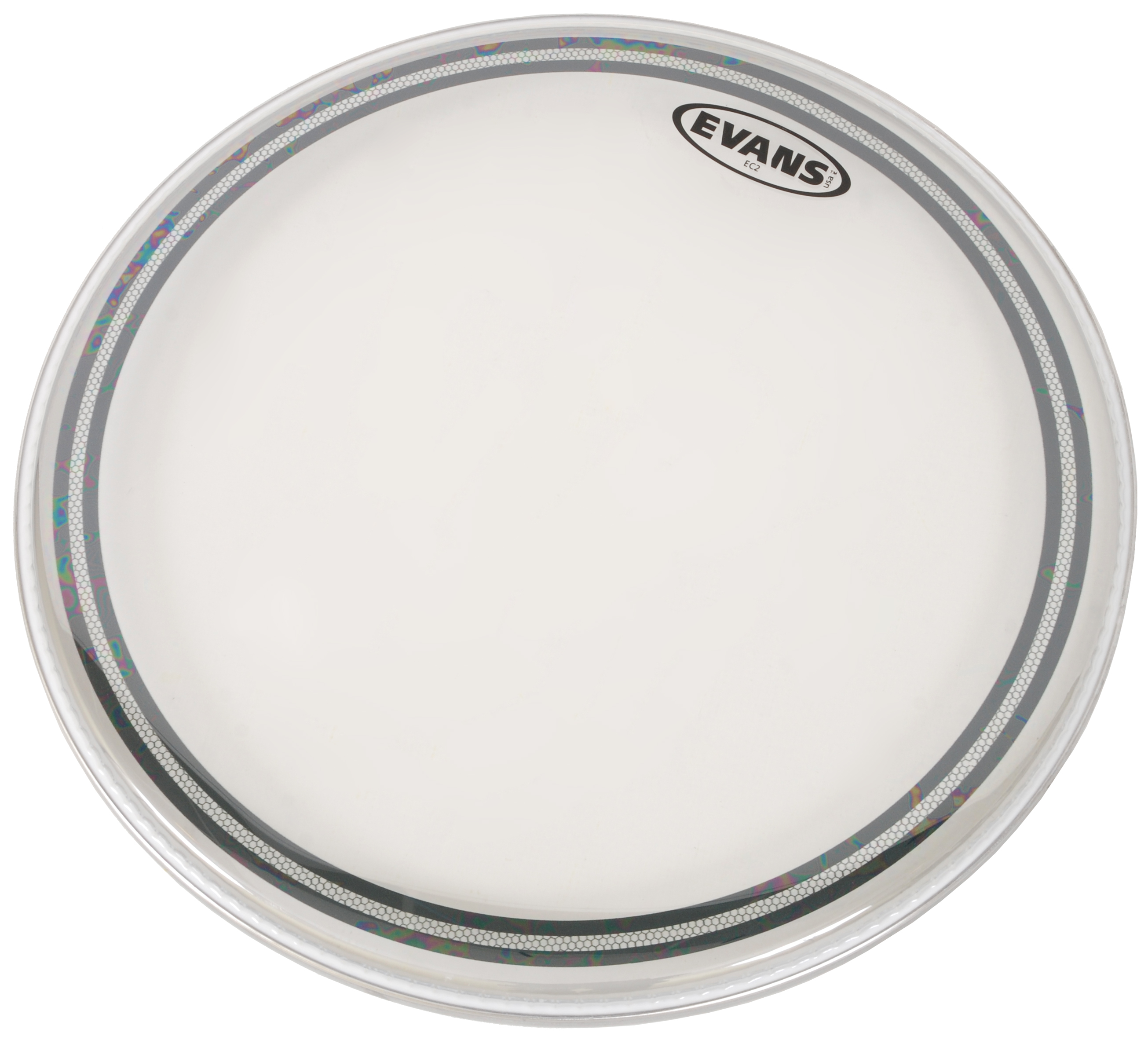
Biały naciąg perkusyjny firmy Evans

Naciąg perkusyjny – membrana nałożona na wierzch (często także na spód) bębna. 
Bębny wyposażone są w obręcze, którymi za pomocą śrub dociska się naciąg do korpusu. Im bardziej naprężony jest naciąg, tym wyższy wydaje dźwięk.
Naciągi były dawniej wykonywane ze skóry, obecnie z plastiku lub innych tworzyw sztucznych.